# 澳洲在歐洲青少年歌唱大賽之歷年表現
澳洲在歐洲青少年歌唱大賽的參賽歷史始於在保加利亞索菲亞舉辦的2015年第十三屆歐洲青少年歌唱大賽，到2019年最近一次參賽為止已參加了5次大賽。歐洲廣播聯盟（EBU）準會員特别广播服务公司（SBS）負責該國在2015年和2016年的選拔與參賽事宜，在2017年到2019年時則換由澳洲廣播公司（ABC）接手負責。在澳洲參賽之前，SBS自大賽創立開始便以延时播出方式轉播大賽。澳洲在2020年因為嚴重特殊傳染性肺炎（COVID-19）疫情而決定撤賽，在那之後盡管還擁有參賽權，澳洲再也沒參賽過。

## 歷史
2015年10月7日，SBS鑒於澳洲在2015年歐洲歌唱大賽的成功，宣布將參加同一年在保加利亞索菲亞舉辦的歐洲青少年歌唱大賽。SBS隨後內部挑選了貝拉·佩奇和歌曲〈我的女孩們〉代表澳洲出賽。澳洲在2015年11月15日的演出順序抽籤儀式上抽到前半場演出，並安排在第六個演出，前接荷蘭、後接愛爾蘭。澳洲在2015年大賽中以64分排行第八名，與2019年並列為澳洲最差的成績。
SBS在2016年9月12日表示他們將繼續參加歐洲青少年歌唱大賽，並將再次內部挑選出他們的參賽者參加2016年11月20日在馬爾他瓦萊塔舉行的2016年大賽。愛麗克莎·柯提斯於2016年9月29日被SBS宣布成為他們的參賽者，並代表澳洲演唱歌曲〈我們是〉，最終在大賽中以202分排行第五名。柯提斯為澳洲刷新的紀錄在之後又會被2017年的伊莎貝拉·克拉克以及2018年的潔兒·維那給超越，後兩者皆取得季軍。
2020年7月，SBS宣布因為COVID-19的大流行，他們將不參加2020年的大賽。在那之後盡管還擁有參賽權，澳洲再也沒參賽過。

## 參賽者
以下是代表澳洲參加大賽的所有選手與歌曲的列表，其中文名稱皆非官方中譯：
| 3 | 季軍 |

| 年份          | 參賽選手                        | 歌曲                            | 語言     | 排名     | 得分     |
| ------------- | ------------------------------- | ------------------------------- | -------- | -------- | -------- |
| 2015年        | 貝拉·佩奇 Bella Paige           | 〈我的女孩們〉 〈My Girls〉     | 英語     | 8        | 64       |
| 2016年        | 愛麗克莎·柯提斯 Alexa Curtis    | 〈我們是〉 〈We Are〉           | 英語     | 5        | 202      |
| 2017年        | 伊莎貝拉·克拉克 Isabella Clarke | 〈說出來〉 〈Speak Up〉         | 英語     | 3        | 172      |
| 2018年        | 潔兒·維那 Jael Wena             | 〈冠軍〉 〈Champion〉           | 英語     | 3        | 201      |
| 2019年        | 喬丹·安東尼 Jordan Anthony      | 〈我們會崛起〉 〈We Will Rise〉 | 英語     | 8        | 121      |
| 2020年–2024年 | 沒有參賽                        | 沒有參賽                        | 沒有參賽 | 沒有參賽 | 沒有參賽 |

### 選手相片集

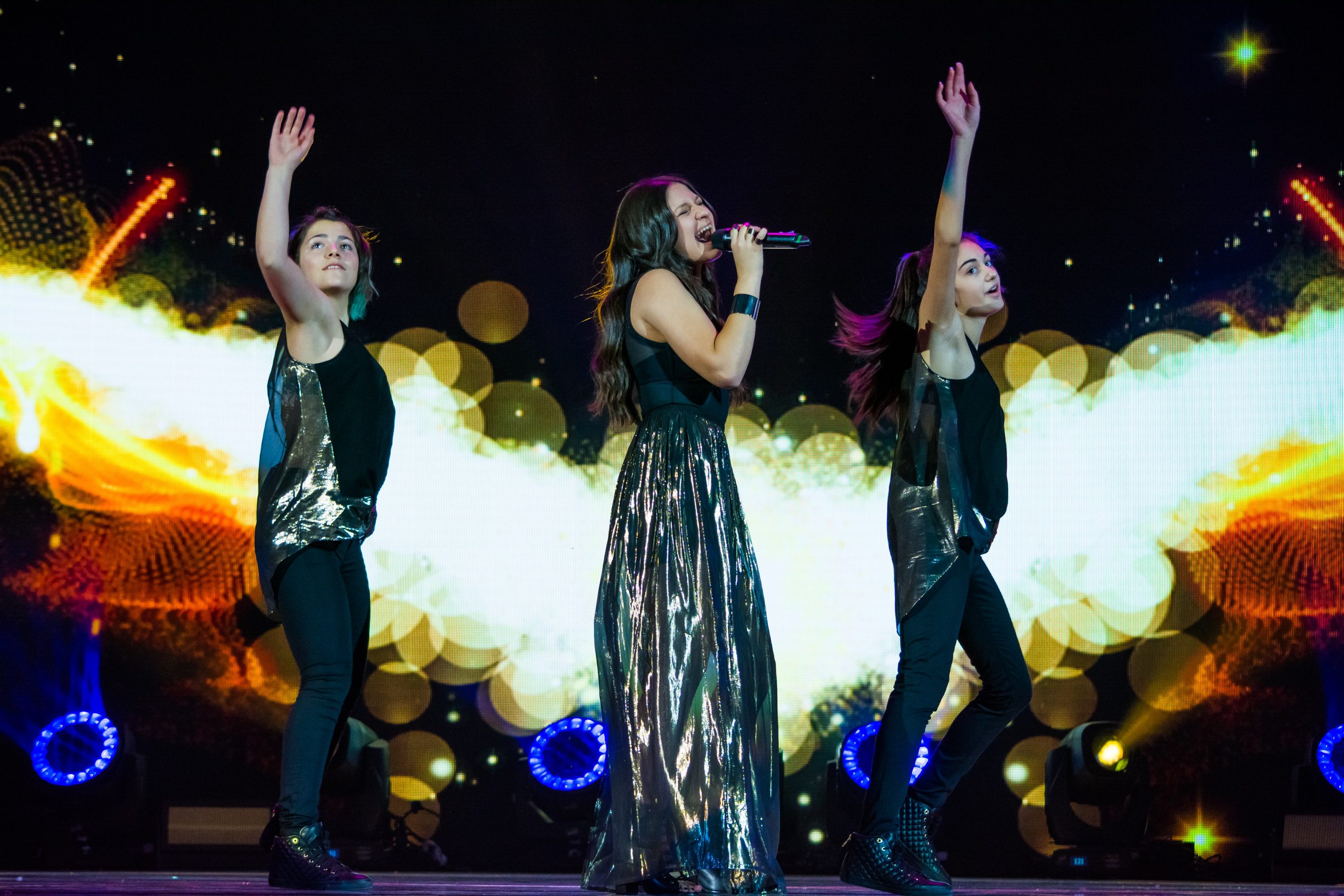
貝拉·佩奇在索菲亞（2015）
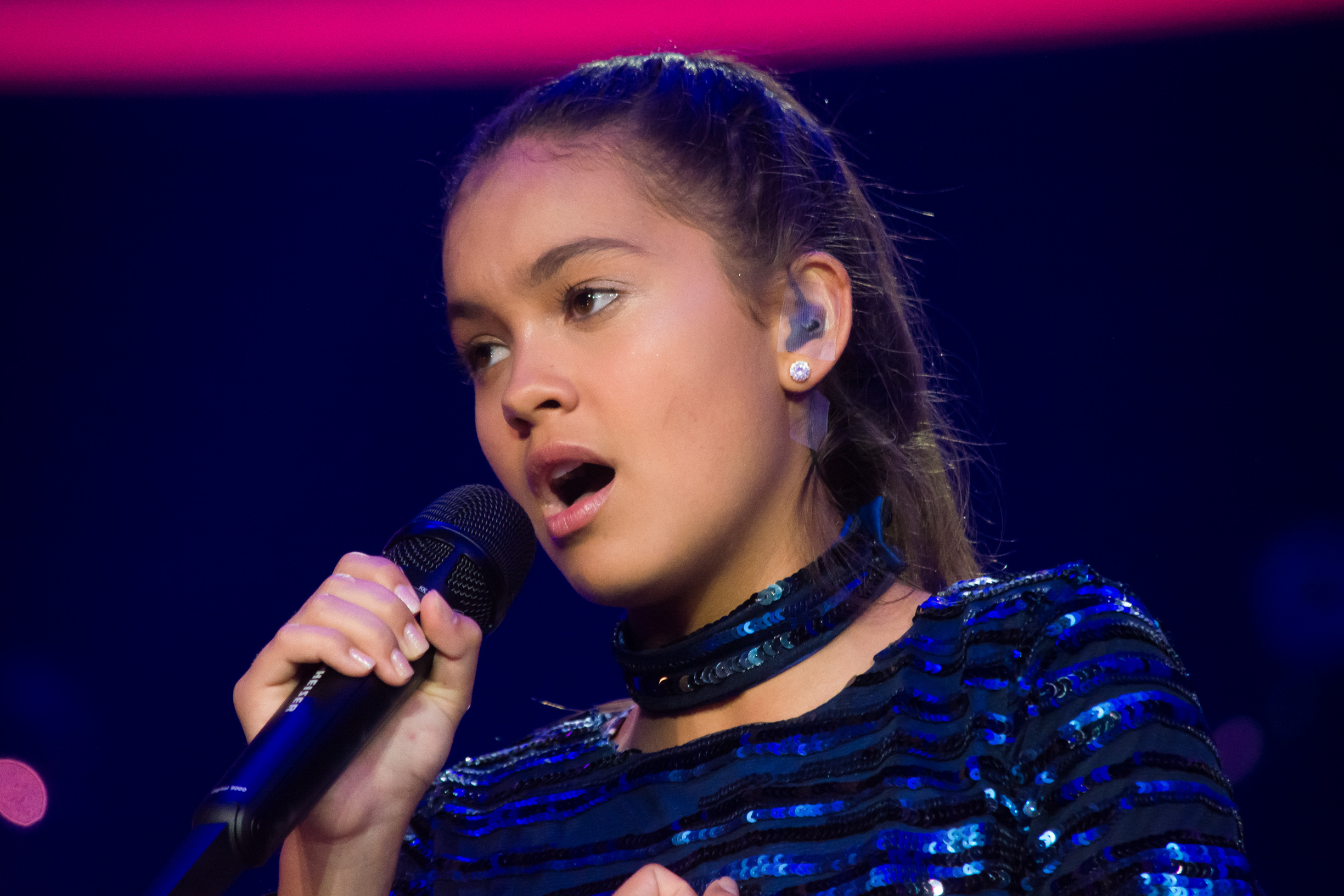
愛麗克莎·柯提斯在瓦萊塔（2016）
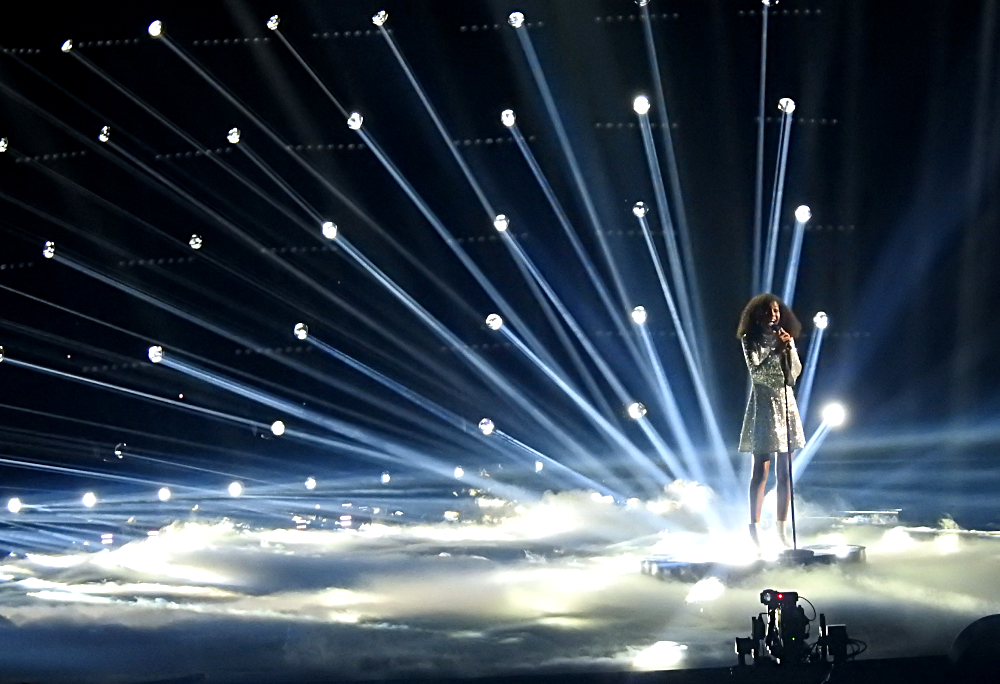
潔兒·維那在明斯克（2018）

## 評論員與唱票員
大賽透過官方網站junioreurovision.tv和YouTube在網路上向全世界進行轉播。2015年大賽在官網上的轉播甚至有官網總編路克·費雪（Luke Fisher）和保加利亞2011年歐洲青少年歌唱大賽代表伊凡·伊萬諾夫以英語擔任評論員。SBS和ABC每次參賽也會派出自己的評論員去大賽現場來提供國內觀眾英語解說，同時也會派出一位唱票員來宣讀澳洲的給分。下表列出自2015年SBS和ABC派出的評論員與唱票員。
| 年份          | 放送頻道 | 評論員                                                                             | 唱票員                                   | 資料          |
| ------------- | -------- | ---------------------------------------------------------------------------------- | ---------------------------------------- | ------------- |
| 2003年–2012年 | SBS TV   | 無評論員                                                                           | 沒有參賽                                 |               |
| 2013年        | SBS Two  | 安德烈·努卡杜（Andre Nookadu）和喬治亞·麥卡錫（Georgia McCarthy）                  | 沒有參賽                                 | [ 12 ] [ 13 ] |
| 2014年        | SBS Two  | 安德烈·努卡杜（Andre Nookadu）和喬治亞·麥卡錫（Georgia McCarthy）                  | 沒有參賽                                 | [ 14 ]        |
| 2015年        | SBS One  | 愛許·倫敦和托比·特拉斯洛夫                                                         | 艾莉·布萊克威爾（Ellie Blackwell）       | [ 15 ]        |
| 2016年        | SBS One  | 無評論員                                                                           | 賽巴斯汀·希爾（Sebastian Hill）          |               |
| 2017年        | ABC Me   | 皮普·拉斯姆森（Pip Rasmussen）、提姆·馬修斯（Tim Mathews）和格蕾絲·寇（Grace Koh） | 連恩·克拉克（Liam Clarke）               | [ 16 ]        |
| 2018年        | ABC Me   | 格蕾絲·寇、皮普·拉斯姆森和勞倫斯·岡納特拉卡（Lawrence Gunatilaka）                 | 克謝尼婭·格烈茨卡娃（Ksenia Galetskaya） | [ 17 ]        |
| 2019年        | ABC Me   | 皮普·拉斯姆森、德魯·帕克（Drew Parker）和愛娃·梅登（Ava Madon）                    | 賽門（Szymon）                           |               |
| 2020年–2024年 | 沒有轉播 | 沒有轉播                                                                           | 沒有參賽                                 |               |